# Jayne Mansfield

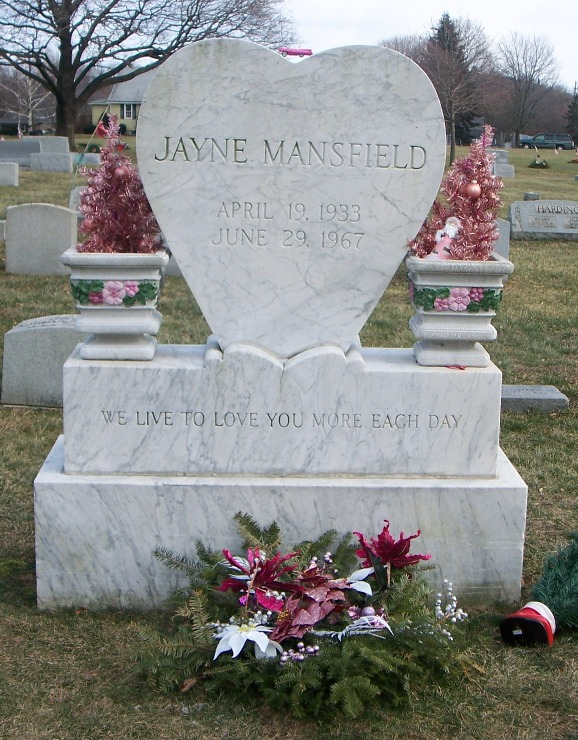
Jayne Mansfields grav på Fairview Cemetery i Pen Argyl, Pennsylvania.

Jayne Mansfield, född Vera Jane Palmer den 19 april 1933 i Bryn Mawr, Pennsylvania, död 29 juni 1967 nära Slidell, Louisiana, var en amerikansk skådespelare. Bland Mansfields filmer märks Flickan rår inte för det (1956), Åh, en så'n karl! (1957), Buss på villovägar (1957) och För het att ta på (1960).

## Biografi
Mansfield gifte sig som 16-åring och födde sitt första barn året därpå. Hon gick på teaterskola vid University of Texas och sedan vid UCLA; hennes mål var att bli filmstjärna. Hon vann en del mindre skönhetstävlingar före filmdebuten 1955. Hon fick sitt genombrott på Broadway senare samma år, iklädd endast en badhandduk, i pjäsen Flickan rår inte för det, en framgång hon sedan upprepade på filmduken.
Hon betraktades som en sexsymbol under sin Hollywood-karriär på 1950- och 1960-talen. Hon var även hyllad som bystdrottning.
År 1958 gifte hon sig med muskelknutten Mickey Hargitay. I äktenskapet föddes tre barn, och ett av barnen är skådespelaren Mariska Hargitay, känd från tv-serien Law & Order: Special Victims Unit. Paret skilde sig 1964. I sitt tredje äktenskap (1964-1966) med regissören Matt Cimber fick Jayne ytterligare ett barn.

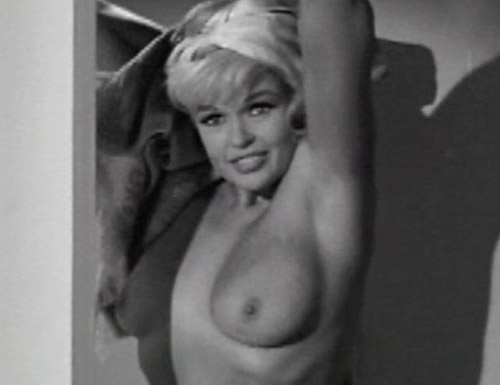
Jayne Mansfield, som var den första amerikanska mainstreamfilmstjärna som visade sig naken i Promises! Promises! (1963)

1963 blev Mansfield den första amerikanska mainstreamfilmstjärna som visade sig naken på ljudfilm i Promises! Promises!.
Den 22 maj 1967 uppträdde Jayne Mansfield på Gröna Lund i Stockholm. Björn Vinberg i tidningen Expressen skrev en recension: "Damen lyckades inte träffa en ton rätt i de sånger hon framförde. Hennes sätt att vara på scenen tydde endast på ett stort Marilyn Monroe-komplex. Tillställningen var beklämmande. Visst skrattade vi, som var publik, men det var ett beklämt, generat skratt. Vi tyckte synd om Jayne."
Hon var på väg till ett TV-framträdande i New Orleans då hon omkom i en bilolycka. Olyckan ägde rum runt klockan 02:25, 29 juni 1967, i ett träskområde vid Highway 90, strax öster om staden. Chauffören körde rakt in i en lastbil, som saktat in på grund av ett besprutningsfordon, och gled in under lastbilssläpet. Mansfield, hennes advokat Sam Brodie samt den 20-årige chauffören Ronnie Harryson dödades omedelbart, och tre av hennes barn som var passagerare i bilen (bland dem Mariska Hargitay) skadades.
Mansfield har en stjärna på Hollywood Walk of Fame, vid 6328 Hollywood Boulevard.

## Filmografi i urval
- 1955 – Nattens blondiner
- 1955 – Pete Kelly's Blues
- 1955 – Mord på fel person
- 1955 – Frisco Bay
- 1956 – Flickan rår inte för det
- 1957 – Buss på villovägar
- 1957 – Inbrottstjuven
- 1957 – Åh, en så'n karl!
- 1957 – Kyss dom från mej
- 1958 – En gentleman i vildaste västern
- 1960 – För het att ta på
- 1960 – The Challenge
- 1961 – I Satans garn
- 1963 – Promises! Promises!
- 1964 – Oss svindlare emellan
- 1966 – The Fat Spy
- 1966 – The Las Vegas Hillbillys
- 1967 – Guide för gifta män
- 1968 – Single Room Furnished